# My Worlds
Cet article concerne la fusion des albums My World et My World 2.0  de Justin Bieber. Pour les versions séparées de cet album, voir My World (Justin Bieber) et My World 2.0.
Albums de Justin Bieber
My World 2.0
(2010)
Singles
My Worlds est un album studio du chanteur canadien Justin Bieber réunissant les deux parties, My World et My World 2.0, de ce même album. Cet album sort le même jour que l'édition simple de My World 2.0 et fait suite à l'album de platine My World, sortie le 17 novembre 2009 aux États-Unis. Sa sortie fut le 23 mars 2010 aux États-Unis et le 22 mars 2010 en France. L'album a été vendu à plus de 9.000.000 d'exemplaires à travers le monde.
Deux singles sont chargés d'amorcer la promotion de l'album, tout d'abord Baby en featuring avec Ludacris, sorti le 18 janvier 2010, et Never Let You Go, sorti le 2 mars 2010,.

## Contexte
Justin Bieber a expliqué, dans une interview accordée a un journaliste de Billboard pendant le Z100's Jingle Ball concert de 2009 à New York, la raison pour laquelle il a décidé de séparer son premier album en deux parties. Bieber a déclaré que personne ne souhaite attendre « plus d'un an et demi » pour avoir de la nouvelle musique, il a donc été décidé qu'il serais mieux de diviser l'album en deux parties.

## Singles
- Singles issus de la version 1.0 :

One Time, premier single de l'album, est sortie le 7 juillet 2009 en version digital et est sortie un peu plus tard sur les radio américaines. La chanson est sortie en tant que premier single de Justin début janvier au Royaume-Uni. La chanson a reçu des critiques globalement positives qui applaudissent sa production, le chant et la qualité de ses paroles. Le single a été certifié disque de platine au Canada et aux États-Unis,. Dans le clip vidéo de ce sigle, on voit Justin organiser une fête avec un de ses amis, Ryan Butler, dans la maison d'Usher.
One Less Lonely Girl, second single de l'album, est sortie exclusivement sur iTunes le 6 octobre 2009. En novembre 2009, le single est sortie sur d'autres sites de téléchargement légal et sur les radios américaines. Les critiques ont été plutôt positif. En atteignant la 10e et la 16e place aux Hit-Parades canadien et américain et en se classant dans le top 30 des Hit-Parades allemand, belge et autrichien, One Less Lonely Girl est le titre de l'album ayant obtenue les meilleurs résultat dans les Hit-Parades. Dans le clip du single, Justin tente de séduire une fille, qui a oublie un de ses vêtements dans la laverie du coin, en créant un jeu de piste.
Love Me, troisième single de l'album, est sortie exclusivement sur iTunes. Un des titres les plus appréciés de l'album, la critique a salué l'ambiance électro-club de la piste. La meilleure position du single dans les Hit-Parades américain et canadien a été respectivement la 27e place et la 17e place.
Favorite Girl, quatrième et dernier single de l'album, est sortie exclusivement sur iTunes. Il a atteint la 15e place au Hit-Parade canadien et la 26e place au Hit-Parade américain.
- Singles issus de la version 2.0 :

Baby, featuring Ludacris est sortie en tant que premier single de l'album le 18 janvier 2010, et très vite a commencé à être diffusé à la radio. La chanson est le titre de Justin ayant obtenue les meilleurs résultats jusqu'à aujourd'hui.Elle a atteint respectivement la troisième et la cinquième place dans les Hit-Parades au Canada et aux États-Unis, tout en rentrant dans les Hit-Parades d'autres pays comme le Royaume-Uni.
Never Let You Go, le deuxième single de l'album, sortira le 2 mars 2010. Rolling Stone a confirmé que le clip vidéo du single avait déjà été tourné par le réalisateur Colin Tilley lorsque Justin était à l'Atlantis Resort aux Bahamas.

## Titres
Le 26 février 2010, la liste officielle des titres de l'album a été confirmée sur le site officiel de Justin.
| 1.  | One Time                                       | Tricky Stewart, The-Dream, James Bunton, Corron Cole, Thabiso Nkhereanye                                      | C. Stewart, Kuk Harrell, J. Bunton, C. Cole | 3:35 |
| 2.  | Favorite Girl                                  | Antea Birchett, Anesha Birchet, Dernst Emile II, Delisha Thomas                                               | D. Emile II                                 | 4:16 |
| 3.  | Down to Earth                                  | Justin Bieber, Midi Mafia, Mason Levy, Carlos Battey, Steven Battey                                           | Midi Mafia                                  | 4:05 |
| 4.  | Bigger                                         | Justin Bieber, Midi Mafia, Dapo Torimiro, Lonny Breaux                                                        | Midi Mafia, Dapo Torimiro                   | 3:17 |
| 5.  | One Less Lonely Girl                           | Ezekiel Lewis, Balewa Muhammad, Sean Hamilton, Hyuk Shin, Usher Raymond IV                                    | E. Lewis, B. Muhammad, S. Hamilton, H. Shin | 3:49 |
| 6.  | First Dance (feat. Usher)                      | Justin Bieber, Usher Raymond IV, Jesse "Corparal" Wilson, Ryan Lovette, Dwight Reynolds, Alexander Parhm, Jr. | Pretty Boi Fresh                            | 3:42 |
| 7.  | Love Me                                        | Peter Svensson, Nina Persson                                                                                  | DJ Frank E                                  | 3:12 |
| 8.  | Common Denominator                             | Justin Bieber, Lashaunda "Babygirl" Carr                                                                      | L. Carr                                     | 4:02 |
| 9.  | Baby (feat. Ludacris)                          | | E. Lewis, B. Muhammad, S. Hamilton, H. Shin | 3:36 |
| 10. | Somebody to Love                               | |                                             | 3:40 |
| 11. | Stuck in the Moment                            | |                                             | 3:42 |
| 12. | U Smile                                        | |                                             | 3:16 |
| 13. | Runaway Love                                   | |                                             | 3:32 |
| 14. | Never Let You Go                               | |                                             | 4:24 |
| 15. | Overboard (feat. Jessica Jarrell)              | |                                             | 4:11 |
| 16. | Eenie Meenie (feat. Sean Kingston)             | |                                             | 3:22 |
| 17. | Up                                             | |                                             | 3:54 |
| 18. | That Should Be Me                              | |                                             | 3:52 |
| 19. | Kiss and Tell (Bonus versions téléchargeables) | |                                             | 3:46 |

- Version standard : Elle contient l'album de 18 titres et par chance on peut recevoir my worlds contenant un poster collector et 1 ticket d'or pour avoir le privilege de rencontrer Justin
- Version "Fan Pack" : Elle contient l'album de 18 titres ainsi que l'affiche du concert parisien de Justin Bieber et un T-shirt Justin Bieber pour fille blanc.

## Certifications
| Pays             | Association       | Certification | Ventes/Équivalence |
| ---------------- | ----------------- | ------------- | ------------------ |
| Australie        | ARIA              | 3x platine    | 210 000            |
| Belgique         | BEA               | platine       | 30 000             |
| Brésil           | Pro-Musica Brasil | diamant       | 160 000            |
| Danemark         | IFPI Danmark      | platine       | 20 000             |
| Espagne          | PROMUSICAE        | platine       | 40 000             |
| Italie           | FIMI              | platine       | 50 000             |
| Japon            | RIAJ              | or            | 100 000            |
| Liban            | IFPI Middle East  | or            | 1 000              |
| Mexique          | AMPROFON          | or + platine  | -                  |
| Moyen-Orient     | IFPI Middle East  | or            | 3 000              |
| Norvège          | IFPI Norge        | platine       | -                  |
| Nouvelle-Zélande | RIANZ             | 2x platine    | 30 000             |
| Pays-Bas         | NVPI              | platine       | 50 000             |
| Suisse           | IFPI Switzerland  | platine       | 30 000             |